# Pontellopsis yamadae
Pontellopsis yamadae är en kräftdjursart som beskrevs av Tamezo Mori botanist  1937. Pontellopsis yamadae ingår i släktet Pontellopsis och familjen Pontellidae. Inga underarter finns listade i Catalogue of Life.